# Nonna Felicita
Pour plus de détails, voir Fiche technique et Distribution.
Nonna Felicita est un film italien réalisé par Mario Mattoli, sorti en 1938.

## Fiche technique
- Titre : Nonna Felicita
- Réalisation : Mario Mattoli
- Scénario : Mario Mattoli et Aldo De Benedetti d'après la pièce de Giuseppe Adami
- Photographie : Carlo Montuori
- Montage : Fernando Tropea (en)
- Musique : Giulio Bonnard (it)
- Pays d'origine : Royaume d'Italie
- Format : Noir et blanc - 1,37:1 - Mono
- Genre : comédie
- Durée : 76 minutes
- Date de sortie : 1938

## Distribution
- Dina Galli : Felicita Colombo
- Armando Falconi : le comte Jean Scotti
- Maurizio D'Ancora : Ambrogino
- Nino Taranto : Nino Senesi
- Angelo Gandolfi (it) : Giuseppe Grossi
- Lilia Dale : Odette
- Lydia Johnson (it) : La baronne Michette
- Paolo Varna (it) : le baron